# Comme ils l'imaginent
Albums de Véronique Sanson
Zénith 93 Indestructible
Comme ils l'imaginent est un album de Véronique Sanson sorti en 1995 où elle reprend certains de ses titres en duo avec d'autres artistes et où certains de ses titres sont repris par d'autres artistes. Il a été enregistré en juillet 1994 lors de la "Fête à Véronique Sanson" pendant les Francofolies de La Rochelle, sur l'esplanade Saint Jean d'Acre.
Le titre de l'album est une allusion au titre de sa chanson Comme je l'imagine, du fait des duos, le "je" s'est transformé en "ils". 

Cet album a été certifié double disque de platine pour plus de 600 000 exemplaires vendus en France.

## Titres
| No  | Titre                                           | Durée |
| --- | ----------------------------------------------- | ----- |
| 1.  | Une nuit sur son épaule (avec Marc Lavoine)     | 3:43  |
| 2.  | Bahia (par Alain Chamfort)                      | 3:45  |
| 3.  | Mi-maître, mi-esclave                           | 4:32  |
| 4.  | Alia Soûza (avec Michel Fugain)                 | 3:44  |
| 5.  | Le temps est assassin (avec I Muvrini)          | 7:13  |
| 6.  | Comme je l'imagine (par Les Innocents)          | 3:39  |
| 7.  | Celui qui n'essaie pas                          | 3:18  |
| 8.  | J'y perds des plumes (avec Maxime Le Forestier) | 4:27  |
| 9.  | Mon voisin (par Yves Duteil)                    | 4:39  |
| 10. | On m'attend là bas (avec Paul Personne)         | 6:50  |
| 11. | Marie                                           | 5:49  |
| 12. | Quelques mots d'amour                           | 4:00  |

## Singles
- Une nuit sur son épaule/Marie - 1995 (n°34 France)
- Alia Soûza/Mi maître, mi-esclave - 1995
- Quelques mots d'amour/On m'attend là-bas - 1995
- Le temps est assassin/Celui qui n'essaie pas (ne se trompe qu'une seule fois) - 1995

## Musiciens
- Arrangements & Direction musicale : Hervé Le Duc
- Basse : Leland Sklar
- Batterie : Neil Wilkinson
- Chœurs & Guitare : Mark Williamson
- Claviers & Programmations : Hervé Le Duc
- Cuivres : Lee R. Thornburg (Trompette), Lon Price (Saxophone) & Nick Lane (Trombone)
- Guitare : Basil Fung
- Piano : Véronique Sanson
- Vielle à roue : Gilles Chabenat